# Johanna-Gerlinde Feilcke
Johanna-Gerlinde Feilcke (* 14. August 1934 in Bernstadt, Oels, Schlesien; † 10. November 2015 in Flensburg, auch Hannelind Feilcke) war eine deutsche Politikerin und Abgeordnete der Hamburgischen Bürgerschaft.

## Leben
Johanna-Gerlinde Feilcke arbeitete nach dem Abitur für ein halbes Jahr in einer Fabrik. Ebenfalls ein halbes Jahr arbeitete sie bei der Fürsorge und dann für ein weiteres halbes Jahr in Lausanne in einem Haushalt. Anschließend studierte sie Rechtswissenschaft bis zum ersten Staatsexamen und brach das Referendariat ab, als ihr zweites Kind geboren wurde. Sie war dann Hausfrau.

## Politik
1957 trat Johanna-Gerlinde Feilcke in die CDU ein. Sie wurde Abgeordnete der Bezirksversammlung Hamburg-Harburg, Mitglied der Parteischiedsgerichts der CDU, Ortsvorsitzende und Kreisvorstandsmitglied.
1966 wurde sie als Abgeordnete in die Hamburgische Bürgerschaft gewählt. Schwerpunkte ihrer Arbeit dort lagen in der Schul-, Haushalts- und Kulturpolitik. 1970 legte sie ihr Mandat nieder, weil sie nach Flensburg umzog. Dort wurde sie unter anderem stellvertretende Vorsitzende der Frauen-Union der CDU und von 1974 bis 1994 Ratsfrau. Verschiedene Parteiämter folgten.

## Familie
Johanna-Gerlinde Feilcke war verheiratet. Als sie in die Hamburger Bürgerschaft gewählt wurde, hatte sie vier Kinder. Während ihrer Abgeordnetenzeit wurde sie Mutter zweier weiterer Kinder. Am Ende ihrer Abgeordnetentätigkeit waren die Kinder zwölf, zehn, acht, fünf, zwei und ein Jahr alt. Feilcke konnte die zeitaufwendige politische Arbeit im Hamburger Parlament nur bewältigen, weil sie sich mit den Diäten eine Haushaltshilfe anstellen konnte.

## Ehrungen und Auszeichnungen
- 1989: Freiherr-vom-Stein-Gedenkmedaille[1]